# Вадстенский замок
Вадстенский замок-дворец (швед. Vadstena slott) — один из наиболее значительных замков Швеции, заложенный на берегу озера Веттерн в 1545 г. по повелению Густава Вазы (1496–1560) для защиты Стокгольма от ожидавшегося нападения датчан.

## История

### До заложения крепости
Поселение Вадстена существовало на берегу ещё в раннем средневековье. Достаточно долго оно не имело внешних стен. Не имела серьёзной защиты и расположенная здесь же королевская резиденция. В случае опасности горожане могли укрыться только в местном монастыре.
Только в начале XV века Вадстена, получившая статус города, была обнесена стеной.
В начале XVI века обострилось противостояние Швеции и Дании за обладание областями Смоланд и Эстергётланд. Так как вдоль берега озера Веттерн проходил один самых удобных путей из южной части полуострова Скандинавия к Стокгольму, то шведским королём Густавом Вазой было принято решение о возведении в этих местах крепости для защиты столицы на случай вражеского вторжения.
Самое удобное место для строительства было уже занято домами горожан. В основном это были ремесленники (кузнецы, кожевенники, портные и пр.). Королевские представители не просто потребовали их переселения, но и предложили денежную компенсацию. В результате территория вскоре была освобождена без особых проблем.

### Возведение замка

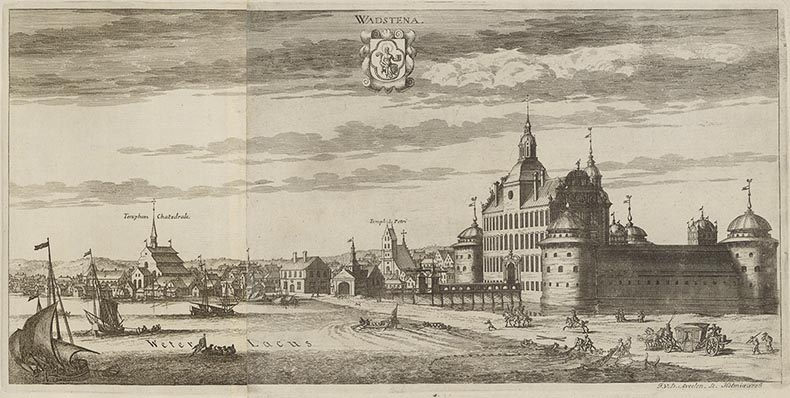
Вадстенский замок на рисунке 1700 года

Работы по возведению крепости начались в 1545 году. При этом ещё в 1544 году между Швецией и Данией, которая находилась в союзе с Любеком, был подписан мирный договор в Шпайере. Но Густав Ваза не отказался от своего намерения создать в западной части Этстерёгланда преграду на пути потенциальных нападений с юга.
По плану укрепления с прочными валами строились на самом берегу озера. В качестве дополнительный защиты по периметру крепость, имевшую форму почти правильного прямоугольника, окружили глубокими рвами, которые заполнялись водами озера. В замок можно было попасть только через по перекидному мосту.
В 1552 г. в специально созданном Свадебном зале замка король сыграл свадьбу с Катариной Стенбок.
В 1555 году Густав Ваза решил в будущем передать управление регионом Эстергётланд своему четвёртому сыну, Магнусу (1542–1595). Среди прочего юноше был дарован титул герцога Вестанстона (западная часть Эстергётланда), где и находилась крепость. С этого времени Вадстена начинает постепенно превращаться из сугубо фортификационного сооружения в королевскую резиденцию. Например, Юхан (будущий король Швеции Юхан III), старший брат Магнуса, лично составил проект третьего этаж замка, где предусмотрел залы для приёмов и праздников, а также домовую церковь. Но остальная часть комплекса сохраняла военные функции до первой половины XVII века. Главным архитектором выступал Арендт де Рой.
Во второй половине XVI века в замке постоянно проживал Магнус Ваза. С 1563 года стало очевидно, что он страдает психическим расстройством. Поэтому вскоре управлением региона Эстергётланд стал заниматься его старший брат Юхан III. После смерти Магнус был похоронен в близлежащем Вадстенском аббатстве — самом старшем монастыре бригиттского ордена.
Титул герцога Вестансона с правом владения замком перешло к Юхану Васа (1589–1618), племяннику Магнуса и сыну Юхана III. Новый владелец вместе с супругой Марией Елизаветой Шведской проводил в замке много времени вплоть до ранней смерти в 1618 году.
В 1598 году в замке произошёл сильный пожар.

### Новое время
В течение всего XVII века члены королевской семьи активно использовали крепость. Густав II Адольф проводил в нём заседания парламента. А королева Кристина устроила в замке одну из первых оперных постановок в истории Швеции.
Королева Гедвига Элеонора Шлезвиг-Гольштейн-Готторпская владела Вадстеной как личной собственностью после смерти своего супруга Карла X Густава в 1660 году.
Последней обитательницей замка стала принцесса Ульрика Элеонора (позднее севшая на престол Швеции в качестве королевы). В 1716 году здесь останавливался её родной брат, знаменитый полководец Карл XII. Любопытно, что до этого король провёл за границей 16 лет (шла Северная война).
В начале XVIII века представители королевской семьи перестали использовать не очень уютную крепость в качестве своей резиденции. К тому времени уже весь юг Скандинавского полуострова находился под контролем шведского короля. Вероятность похода датчан на Стокгольм мимо озера Веттерн была сведена практически к нулю. Поэтому замок стал приходить в запустение. Его просторные помещения залы стали использоваться как склады (в основном зерна).

### XIX—XX века
С 1899 года в восточной части крепости временно разместился национальный архив. Но процесс запланированного перемещения архива в Линчёпинг затянулся на целый век.
В XX веке в замке проведены масштабные реставрационные работы.
В 1994 году парламент Швеции принял решение о восстановлении прежних крепостных валов в замке Вадстена. Забавно, что дебаты об этом продолжались на протяжении 140 лет. Полемика началась сразу после того, как валы снесли в середине XIX века. Это было сделано для того, чтобы получить стройматериал при возведении нового пирса гавани на берегу озера. Трудность восстановительных работ связана с тем, что необходимо обеспечить максимальную аутентичность восстановленного объекта. Вплоть до использования старинных растворов. А это сопряжено с массой затрат и трудностей.
В настоящее время в замке расположен самый маленький в стране оперный театр.

## Описание
В состав Вадстенской твердыни первоначально входило три жилых каменных здания, широкие стены, ров и четыре круглых башни. Для своего времени подобная крепость считалась неприступной. Несколько позднее возникли здания и сооружения в ренессансном стиле, объединённые в единый комплекс. С 1620 года жилые помещения замка не перестраивались.

## Галерея

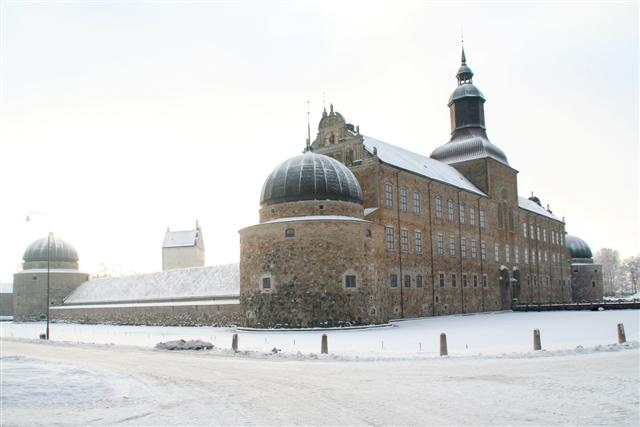
Замок зимой
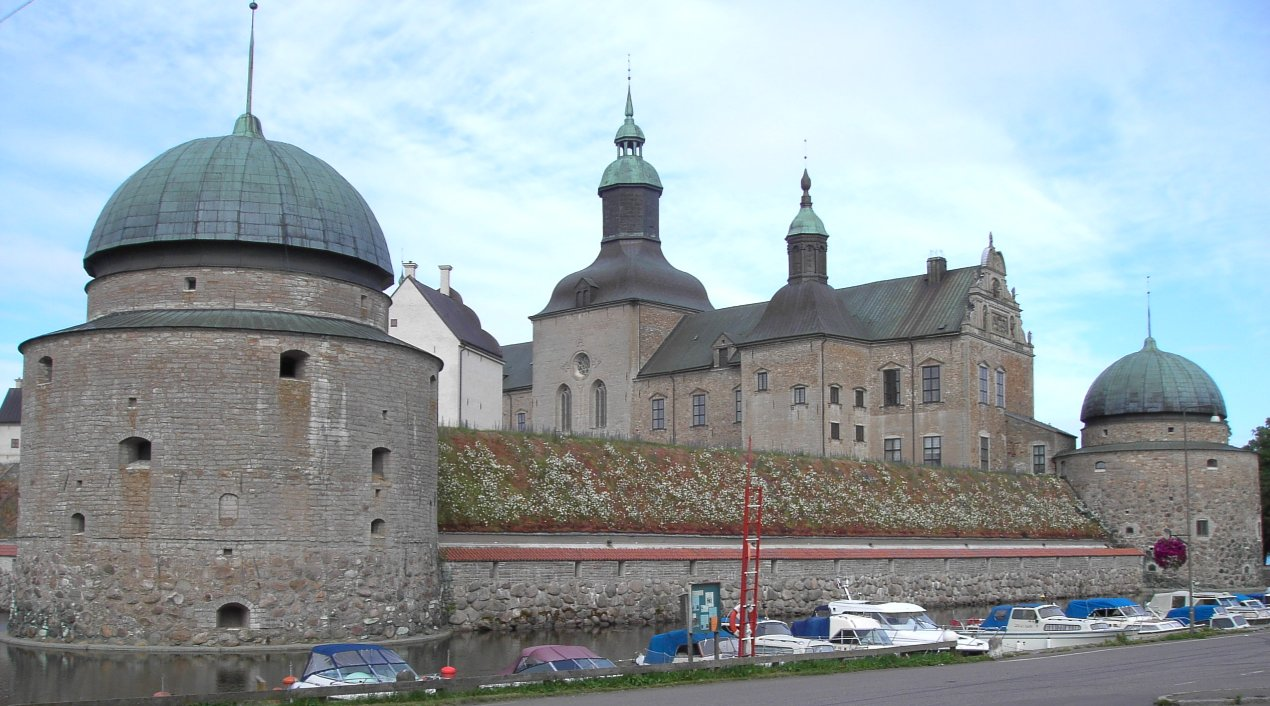
Вид с севера
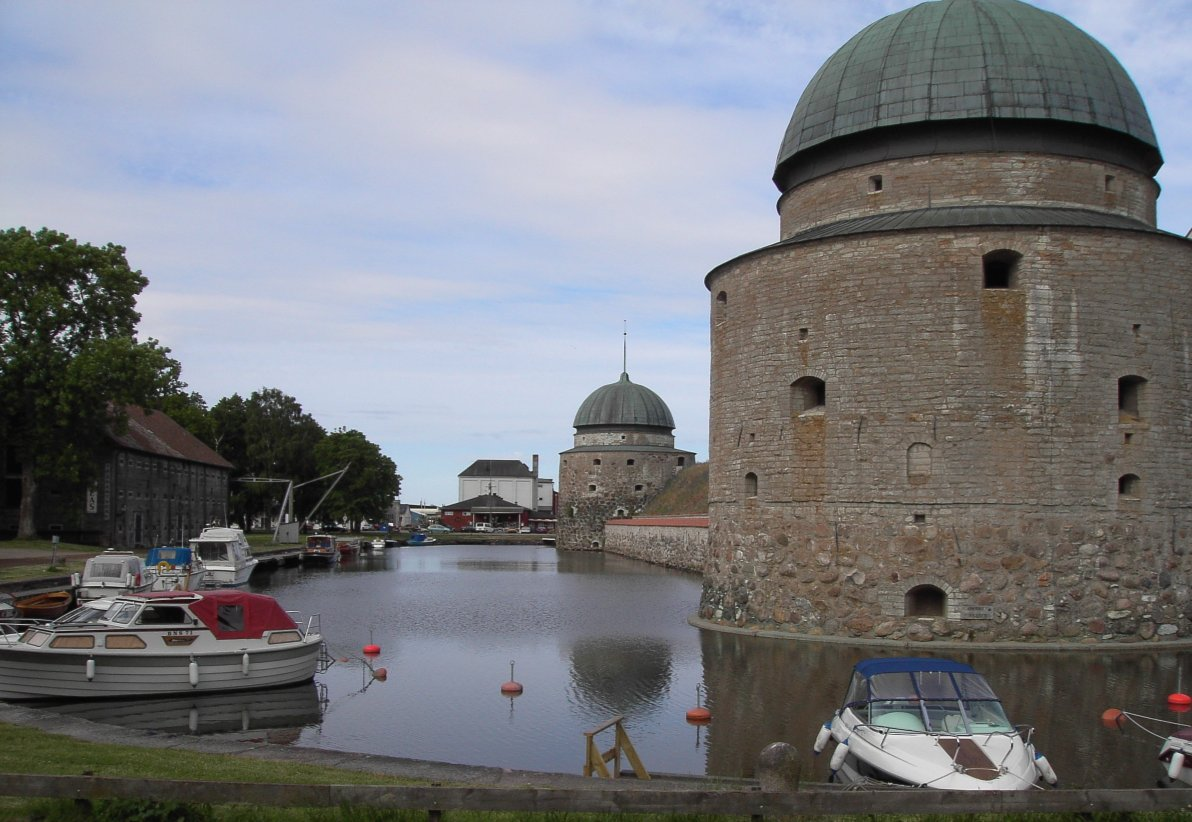
Угловые башни
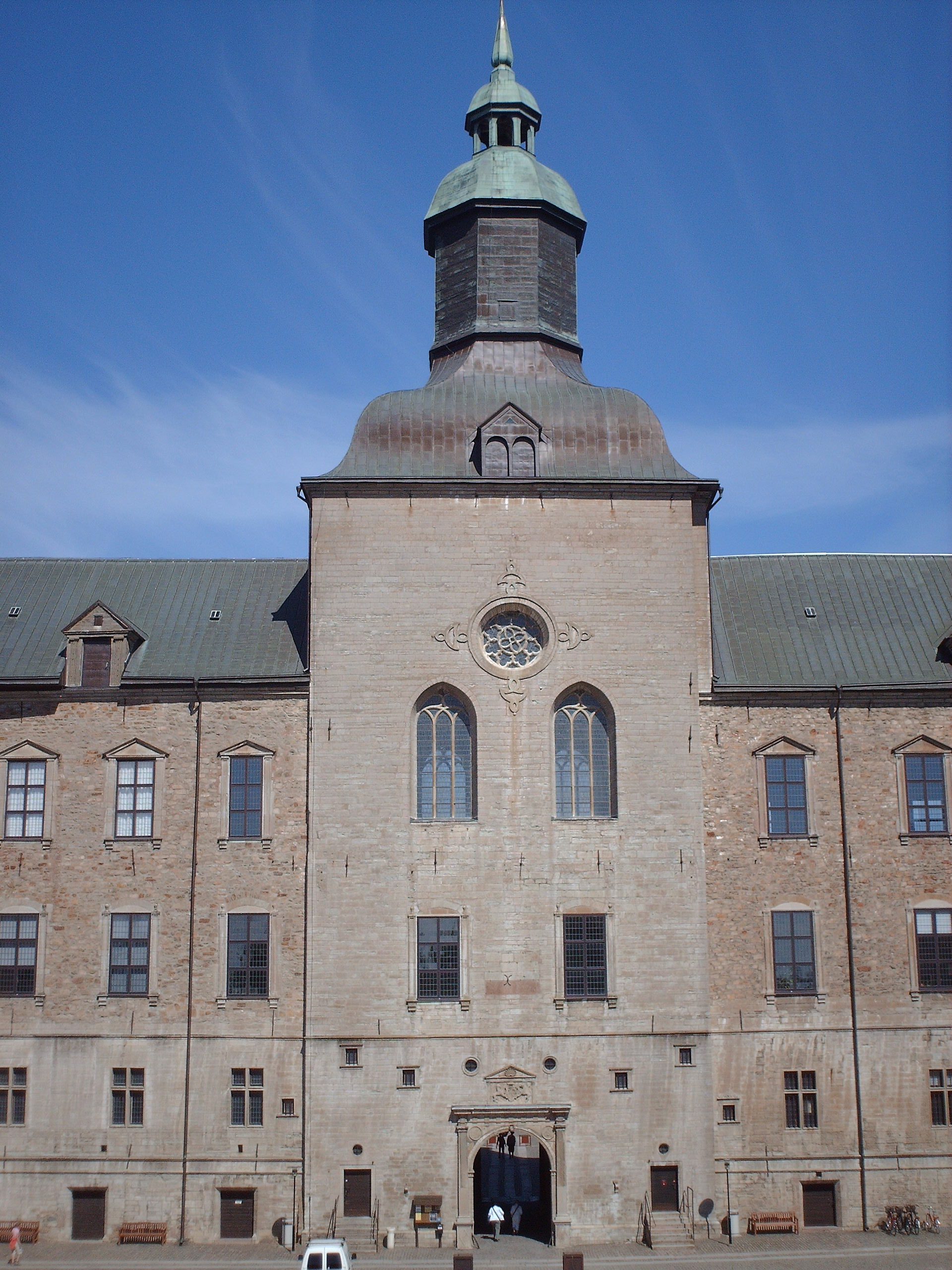
Центральная башня
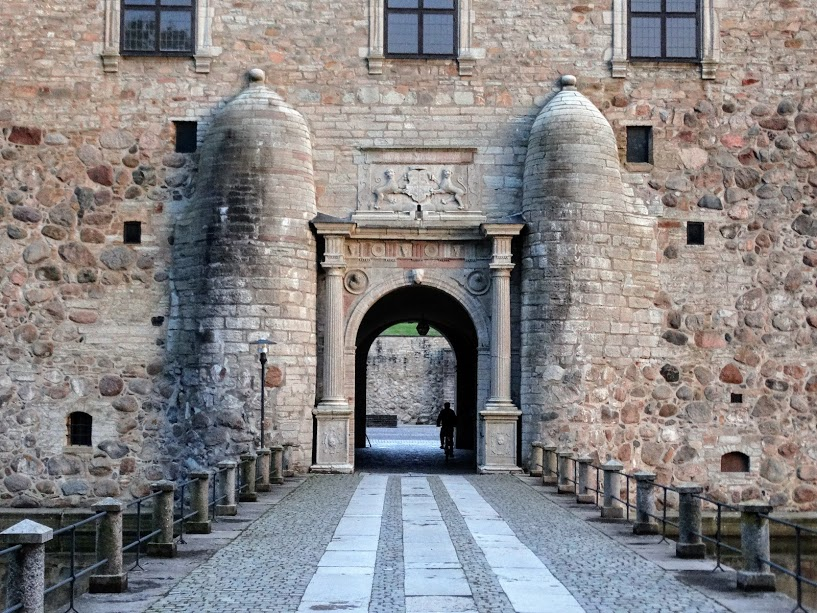
Главные ворота
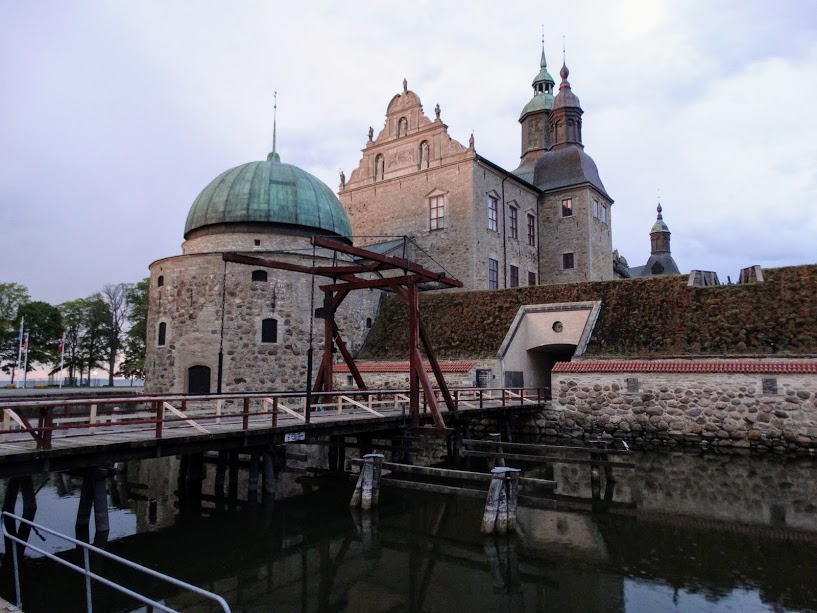
Висячий мост
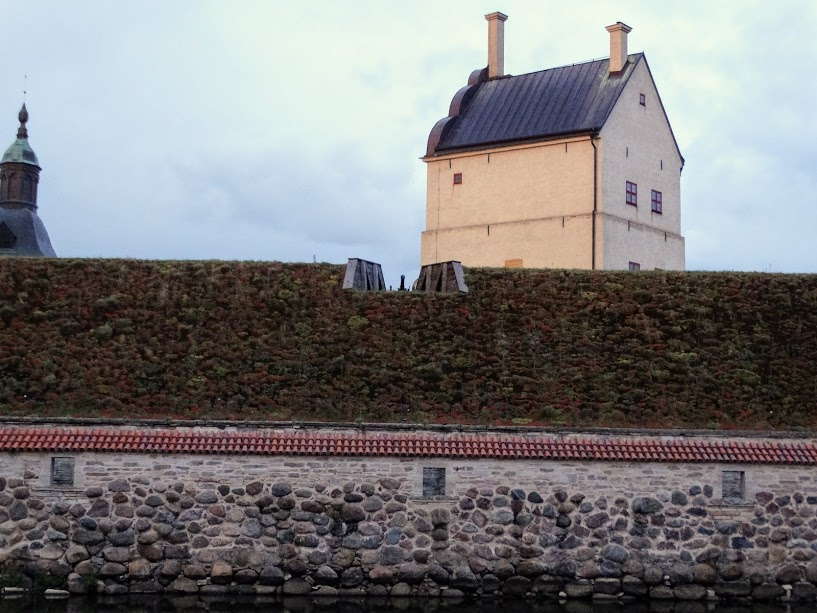
Крепостная стена